# 세계화 시대의 진화
《세계화 시대의 진화》는 2017년에 제작한 대한민국의 영화이다.

## 캐스팅
- 오하늬 - 진화 역
- 후이 피게이레도
- 당 트위 트위 상

## 같이 보기
- 2017년 대한민국의 영화 목록

## 수상
- 2017년 제19회 서울국제여성영화제 후보 아시아 단편경선
- 2017년 제17회 전북독립영화제 후보 국내경쟁
- 2017년 제8회 광주여성영화제 후보 단편모음